# Ratpenat de les illes Kei
El ratpenat de les illes Kei (Myotis stalkeri) és una espècie de ratpenat de la família dels vespertiliònids. És endèmic d'Indonèsia (Gebe, Waigeo, Batanta i Kai Ketjil). Habita les coves. Es desconeix si hi ha cap amenaça significativa per a la supervivència d'aquesta espècie.
Fou anomenat en honor del col·leccionista i ornitòleg australià William Stalker.